# بطولة أوروبا لألعاب القوى 2024 – القفز العالي للسيدات
أقيمت مسابقة القفز العالي للسيدات في بطولة أوروبا لألعاب القوى 2024 في ملعب أولمبيكو في روما، إيطاليا يومي 7 و9 يونيو. فازت ياروسلافا ماهوتشخ بطلة العالم في القفز العالي في بطولة العالم لألعاب القوى في بودابست عام 2023، بالميدالية الذهبية الثانية على التوالي ودافعت عن لقبها كبطلة أوروبا في القفز العالي في بطولة أوروبا لألعاب القوى في 9 يونيو، بعد أن قفزت على ارتفاع 2.01 متر في المسابقة التي أقيمت في روما. بينما فازت الرياضية الصربية أنجلينا توبيتش البالغة من العمر 18 عاماً على الميدالية الفضية بعد أن قفزت على ارتفاع 1.97 متر، تليها الأوكرانية إيرينا هيراشتشينكو بالميدالية البرونزية التي قفزت على ارتفاع 1.95 متر.

## الجدول الزمني
جميع الأوقات هي أوقات محلية (UTC+2)
| التاريخ      | الوقت | الجولة   |
| ------------ | ----- | -------- |
| 7 يونيو 2024 | 20:30 | التصفيات |
| 9 يونيو 2024 | 20:30 | النهائي  |

## الأرقام القياسية
| الأرقام القياسية قبل بطولة أوروبا لألعاب القوى 2024 | الأرقام القياسية قبل بطولة أوروبا لألعاب القوى 2024 | الأرقام القياسية قبل بطولة أوروبا لألعاب القوى 2024 | الأرقام القياسية قبل بطولة أوروبا لألعاب القوى 2024 | الأرقام القياسية قبل بطولة أوروبا لألعاب القوى 2024 |
| --------------------------------------------------- | --------------------------------------------------- | --------------------------------------------------- | --------------------------------------------------- | --------------------------------------------------- |
| الرقم القياسي العالمي                               | ستيفكا كوستادينوفا (BUL)                            | 2.09 م                                              | روما، إيطاليا                                       | 30 أغسطس 1987                                       |
| الرقم القياسي الأوروبي                              | ستيفكا كوستادينوفا (BUL)                            | 2.09 م                                              | روما، إيطاليا                                       | 30 أغسطس 1987                                       |
| سجل البطولة                                         | تيا هيلبوت (بلجيكا)                                 | 2.03 متر                                            | غوتنبرغ، السويد                                     | 11 أغسطس 2006                                       |
| سجل البطولة                                         | فينيلينا فينيفا-ماتيفا (بلغاريا)                    | 2.03 متر                                            | غوتنبرغ، السويد                                     | 11 أغسطس 2006                                       |
| سجل البطولة                                         | بلانكا فلاسيتش (كرواتيا)                            | 2.03 متر                                            | برشلونة، أسبانيا                                    | 1 أغسطس 2010                                        |
| الرقم الرائد عالميًا                                 | ياروسلافا ماهوتشخ (UKR)                             | 2.04 م                                              | كوتبوس، ألمانيا                                     | 31 يناير 2024                                       |
| الرقم الرائد أوروباً                                 | ياروسلافا ماهوتشخ (UKR)                             | 2.04 م                                              | كوتبوس، ألمانيا                                     | 31 يناير 2024                                       |

## النتائج
| رموز واختصارات في رياضة ألعاب القوى |
| --- |
| \| NR : رقم وطني (رقم جديد في السجل الوطني) OR : رقم أولمبي (رقم جديد في السجل الأولمبي) PB : رقم شخصي (أفضل رقم شخصي) SB : أفضل أداء شخصي في الموسم (الأفضل في الموسم) WL : أفضل أداء عالمي لهذا العام (رائد عالمي) WR : رقم عالمي (رقم قياسي عالمي) ER : رقم قياسي أوروبي EL : أفضل نتيجة للموسم في أوروبا DNF: لم يكمل السباق DNS: لم يبدأ السباق DQ : استبعاد (عدم الأهلية) NM : لم يتم تسجيل أي اختبار صحيح (لا توجد علامة) Q : التأهل "مباشرة" إلى الجولة التالية (أو إلى المسابقة التالية)، خلال مسابقة كبرى بفضل الترتيب أو تحقيق الحد الأدنى q : التأهل إلى الجولة التالية (أو المسابقة التالية)، خلال مسابقة كبرى بفضل إعادة التصفيات أو تحقيق أحد أفضل العروض بين أولئك "غير المتأهلين بشكل مباشر" (بفضل أفضل وقت أو أفضل مسافة) x : محاولة فاشلة \| |
| NR : رقم وطني (رقم جديد في السجل الوطني) OR : رقم أولمبي (رقم جديد في السجل الأولمبي) PB : رقم شخصي (أفضل رقم شخصي) SB : أفضل أداء شخصي في الموسم (الأفضل في الموسم) WL : أفضل أداء عالمي لهذا العام (رائد عالمي) WR : رقم عالمي (رقم قياسي عالمي) ER : رقم قياسي أوروبي EL : أفضل نتيجة للموسم في أوروبا DNF: لم يكمل السباق DNS: لم يبدأ السباق DQ : استبعاد (عدم الأهلية) NM : لم يتم تسجيل أي اختبار صحيح (لا توجد علامة) Q : التأهل "مباشرة" إلى الجولة التالية (أو إلى المسابقة التالية)، خلال مسابقة كبرى بفضل الترتيب أو تحقيق الحد الأدنى q : التأهل إلى الجولة التالية (أو المسابقة التالية)، خلال مسابقة كبرى بفضل إعادة التصفيات أو تحقيق أحد أفضل العروض بين أولئك "غير المتأهلين بشكل مباشر" (بفضل أفضل وقت أو أفضل مسافة) x : محاولة فاشلة       |

### جولة التصفيات
يعنبر معيار التأهل هو 1.92 متر أو يتأهل أفضل 12 لاعبة أداء إلى الجولة النهائية.
| المركز | المجموعة | الرياضية           | البلد           | 1.76 | 1.81 | 1.85 | 1.89 | 1.92 | النتيجة | ملاحظة |
| ------ | -------- | ------------------ | --------------- | ---- | ---- | ---- | ---- | ---- | ------- | ------ |
| 1      | B        | كريستينا هونسيل    | ألمانيا         | -    | o    | o    | o    | o    | 1.92    | Q      |
| 1      | A        | ياروسلافا ماهوتشخ  | أوكرانيا        | -    | -    | -    | o    | o    | 1.92    | Q      |
| 1      | B        | إيلا يونيلا        | فنلندا          | -    | o    | o    | o    | o    | 1.92    | Q, SB  |
| 4      | B        | إيرينا هيراشتشينكو | أوكرانيا        | -    | o    | o    | ox   | o    | 1.92    | Q      |
| 5      | A        | أنجلينا توبيتش     | صربيا           | -    | o    | o    | o    | ox   | 1.92    | Q      |
| 6      | B        | نوال مينيكر        | فرنسا           | -    | o    | ox   | o    | oxx  | 1.92    | Q, =SB |
| 7      | A        | ميريلا ديميريفا    | بلغاريا         | -    | o    | o    | o    | rxx  | 1.89    | q      |
| 7      | A        | مورغان لاك         | بريطانيا العظمى | -    | -    | ox   | o    | rxx  | 1.89    | q      |
| 7      | A        | إيمكه أونين        | ألمانيا         | -    | ox   | o    | o    | rxx  | 1.89    | q      |
| 7      | B        | ليا أبوستولوفسكي   | سلوفينيا        | -    | o    | ox   | o    | xxx  | 1.89    | q      |
| 11     | A        | بيوس سافاسكان      | تركيا           | -    | o    | o    | ox   | rxx  | 1.89    | q      |
| 11     | A        | مايا نيلسون        | السويد          | -    | -    | o    | ox   | rx   | 1.89    | q      |
| 13     | B        | أيريني بالشيتيه    | ليتوانيا        | o    | o    | o    | oxx  | xxx  | 1.89    |        |
| 14     | B        | تاتيانا غوسين      | اليونان         | o    | o    | ox   | oxx  | xxx  | 1.89    |        |
| 15     | B        | فيدرا فيكيت        | المجر           | o    | o    | o    | xxx  |      | 1.85    |        |
| 15     | A        | إيلينا فالورتيجارا | إيطاليا         | -    | o    | o    | xxx  |      | 1.85    |        |
| 15     | A        | يوليا تشوماتشينكو  | أوكرانيا        | -    | o    | o    | xxx  |      | 1.85    |        |
| 18     | A        | هيتا توري          | فنلندا          | o    | ox   | o    | xxx  |      | 1.85    |        |
| 19     | B        | ميخايلا هروبا      | جمهورية التشيك  | o    | o    | ox   | xxx  |      | 1.85    |        |
| 19     | A        | إليزابيث بيهيلا    | إستونيا         | o    | o    | ox   | xxx  |      | 1.85    |        |
| 19     | A        | سولين جيكيل        | فرنسا           | -    | o    | ox   | xxx  |      | 1.85    |        |
| 19     | B        | ميرل مايس          | بلجيكا          | o    | o    | ox   | xxx  |      | 1.85    |        |
| 23     | B        | يوليا ليفتشينكو    | أوكرانيا        | o    | ox   | ox   | xxx  |      | 1.81    |        |
| 24     | B        | سالومي لانغ        | سويسرا          | o    | o    | xxx  |      |      | 1.81    |        |
| 25     | B        | أورورا فيتشيني     | إيطاليا         | oxx  | o    | xxx  |      |      | 1.81    |        |
| 26     | A        | أورتي بايكستيته    | ليتوانيا        | o    | ox   | xxx  |      |      | 1.81    |        |
| 26     | B        | إلين إيكولم        | السويد          | o    | ox   | xxx  |      |      | 1.81    |        |
| 28     | A        | باناجيوتا دوسي     | اليونان         | ox   | oxx  | xxx  |      |      | 1.81    |        |
| 29     | B        | بولينا بوريس       | بولندا          | o    | xxx  |      |      |      | 1.76    |        |
|        | A        | ماريا فوكوفيتش     | الجبل الأسود    | xxx  |      |      |      |      | NM      |        |

### النهائي
| المركز | الرياضية           | البلد           | 1.82 | 1.86 | 1.90 | 1.93 | 1.95 | 1.97 | 1.99 | 2.01 | 2.03 | 2.05 | النتيجة | ملاحظة |
| ------ | ------------------ | --------------- | ---- | ---- | ---- | ---- | ---- | ---- | ---- | ---- | ---- | ---- | ------- | ------ |
| الأول  | ياروسلافا ماهوتشخ  | أوكرانيا        | -    | -    | o    | -    | o    | o    | o    | ox   |      |      | 2.01    |        |
| الثاني | أنجلينا توبيتش     | صربيا           | -    | o    | o    | ox   | o    | oxx  | -    | xxx  |      |      | 1.97    |        |
| الثالث | إيرينا هيراشتشينكو | أوكرانيا        | o    | o    | ox   | oxx  | ox   | xxx  |      |      |      |      | 1.95    | SB     |
| 4      | ميريلا ديميريفا    | بلغاريا         | o    | o    | o    | o    | xxx  |      |      |      |      |      | 1.93    | SB     |
| 5      | إيلا يونيلا        | فنلندا          | o    | o    | o    | ox   | xxx  |      |      |      |      |      | 1.93    | SB     |
| 6      | مورغان لاك         | بريطانيا العظمى | -    | o    | o    | xxx  |      |      |      |      |      |      | 1.90    |        |
| 6      | نوال مينيكر        | فرنسا           | o    | o    | o    | xxx  |      |      |      |      |      |      | 1.90    |        |
| 8      | إيمكه أونين        | ألمانيا         | o    | ox   | o    | xxx  |      |      |      |      |      |      | 1.90    |        |
| 9      | ليا أبوستولوفسكي   | سلوفينيا        | o    | o    | ox   | xxx  |      |      |      |      |      |      | 1.90    |        |
| 10     | بيوس سافاسكان      | تركيا           | o    | o    | xxx  |      |      |      |      |      |      |      | 1.86    |        |
| 11     | كريستينا هونسيل    | ألمانيا         | ox   | o    | xxx  |      |      |      |      |      |      |      | 1.86    |        |
| 12     | مايا نيلسون        | السويد          | -    | ox   | xxx  |      |      |      |      |      |      |      | 1.86    |        |